# 木麻黄

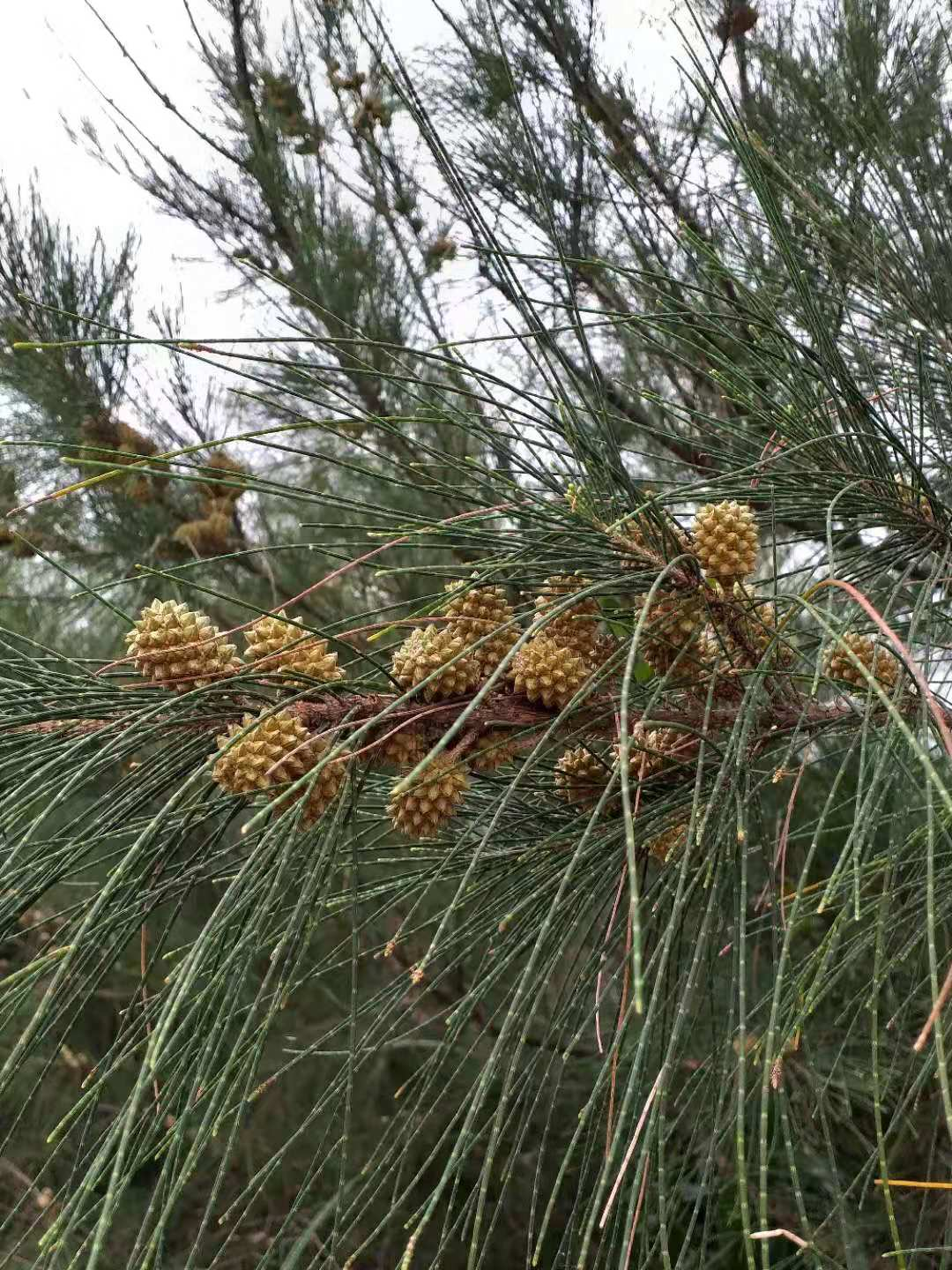
木麻黃果實。東北角暨宜蘭海岸國家風景區，台灣。

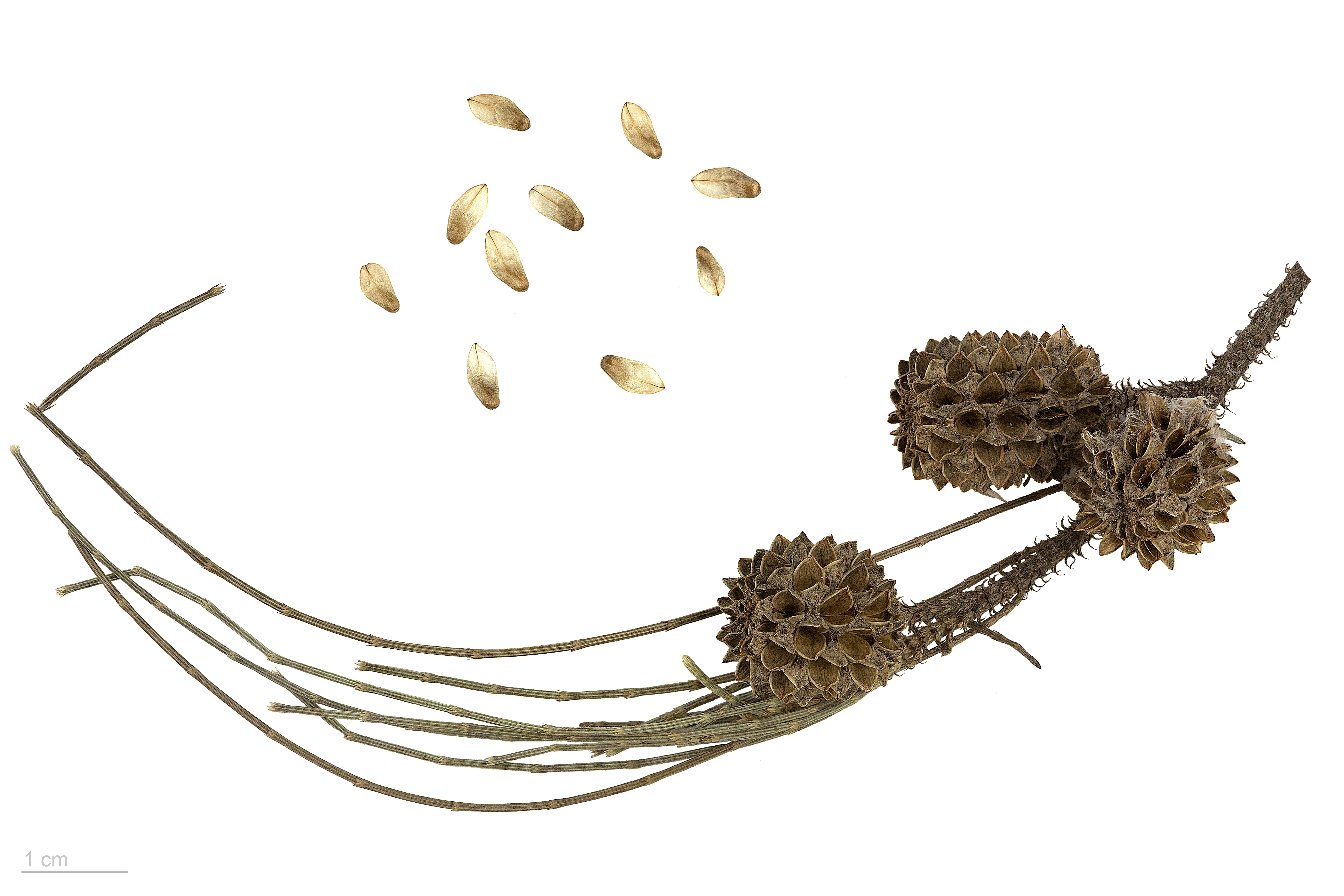
Casuarina equisetifolia”

木麻黄（学名：Casuarina equisetifolia L.）为木麻黄科木麻黄属的植物。

## 形态
常绿乔木，高可达20米；灰绿色小枝细软，颇似针叶，多节，每节有极退化的苞片状叶6－8枚；初夏开花，雌雄同株或异株；球形果实，直径10－16毫米，小坚果，上部有翅。

## 分布
原产于澳大利亚，分布于亚洲东南部沿海地区、美洲热带地区、台湾以及中国大陆的广东、广西、福建等地，目前已由人工引种栽培。

## 用途
最佳的防風林，可植於海邊，樹高且堅硬。因生长迅速，抗风力强，是中国南方滨海防风固林的常见树种之一。可作为建筑、家具、造纸用材。树皮可提制栲胶，也有用来制备染料用来染渔网的。因为木麻黄生长迅速，而且能够耐受土壤中相对较高的盐环境，在被重金属污染的土壤中木麻黄也能生长，因此木麻黄在土壤修复方面也有重要的应用价值。蘭嶼由於引進木麻黃導致入侵原生植物棲地所造成的威脅。

## 别名
马毛树（中国种子植物分类学）、短枝木麻黄、驳骨树（广州）